# Tlanakan (plaats)
Tlanakan is een bestuurslaag in het regentschap Pamekasan van de provincie Oost-Java, Indonesië. Tlanakan telt 3131 inwoners (volkstelling 2010).